# Juliette Ratsimandrava
Juliette Ranirina Ratsimandrava est une des femmes de lettres les plus influentes de Madagascar[réf. nécessaire].

## Biographie
Juliette Ranirina Ratsimandrava, née en 1935 à Antananarivo et morte le 9 avril 2016, est une femme littéraire malgache. Académicienne, elle a travaillé notamment en tant que Conservatrice de la Bibliothèque nationale malgache, responsable culturel de la ville d'Antananarivo, et responsable du centre National des langues de l'Académie malgache. Présidente de l'Association AFAKA, elle a co-dirigé un dictionnaire encyclopédique de la langue malgache en 2005, devenu un ouvrage de référence,.  Juliette Ratsimandrava  est la sœur du colonel Richard Ratsimandrava. Elle a son empreinte gravé dans le domaine de la culture et de la langue malgache notamment par sa contribution à la réalisation du dictionnaire encyclopédique de la langue malgache "Rakibolana, Rakipahalalana".

## Ouvrages
- L'association AFAKA : la culture comme élément de " vitalisation " de la société malgache - Juliette Ratsimandrava

## Entretien et Conférence
- Salangalanga - Juliette Ratsimandrava

## Titres et distinctions
2016 : Commandeur de l'ordre des arts, des lettres et de la culture